# Mostafa Salameh
Pour les articles homonymes, voir Salameh.
Sept sommets
Mostafa Salameh, né le 25 juin 1970, est un alpiniste jordanien qui a achevé l'ascension des « sept sommets » en 2008. Salameh est également conférencier motivationnel.

## Biographie
Salameh commence à s'intéresser à l'alpinisme en 2004, alors qu'il travaillait en tant que gérant de l'alimentaire et des boissons au Sheraton Hotel d'Édimbourg, en Écosse. Il effectue sa première ascension en avril 2004 au Mera Peak (6 500 m) au Népal, mais abandonne à 200 mètres du sommet pour cause de maladie. Il effectue l'ascension de l'Everest le 25 mai 2008, le jour d'anniversaire de l'indépendance jordanienne, après avoir dû vendre quelques de ses biens pour pouvoir financer l'expédition. Il appelle sa petite amie Krissy, ses parents et le roi de Jordanie à l'aide d'un téléphone satellitaire depuis le sommet,.
Mostafa Salameh achève les sept sommets le 16 novembre 2012, et fait désormais partie des 235 personnes dans le monde à avoir mis les pieds aux sommets les plus élevés de chaque continent. Il atteint également le pôle Nord le 19 avril 2014,.
En 2008, Mostafa se voit décerner la Médaille de l'Indépendance par le roi Abdallah II pour son ascension de l'Everest. Leurs Altesses Ali Ibn Al Hussein et Haya Bint Al Hussein, le frère et la sœur du roi, ont également été de grands supporteurs de Mostafa Salameh.

## Conférences de motivation
Mostafa Salameh cite parmi ses modèles le philosophe Rhazès l'explorateur Ibn Battûta, le philosophe, mathématicien, médecin et musicien Al-Kindi, le poète, juriste et théologue Roumi, et le défunt roi Hussein. Il intervient en tant que conférencier inspirant, s'adressant notamment aux jeunes, aux chefs d'entreprises et aux employés à travers des comparaisons directes entre des expéditions vers les sommets et des expériences de la vie quotidienne. Il se focalise notamment sur des thèmes tels que la construction d'équipe, les qualités de meneur (leaderships), la motivation et maîtrise de la peur.

## Lutte contre le cancer
En 2012, Mostafa Salameh lance l'initiative « Du plus bas au plus haut point pour le cancer » (From the Lowest Point to the Highest Point for Cancer) durant laquelle il guide un groupe de 20 personnes au camp de base de l'Everest du Népal en avril 2013, récoltant ainsi 620 000 dollars pour le King Hussein Cancer Center (en), puis un autre groupe de Jordaniens au sommet du mont Kilimanjaro (Tanzanie) en février 2014, où il rassemble 1 400 000 dollars au bénéfice de l'organisme.

## Ascensions
- Juin 2004 : mont McKinley (6 193 m) plus haut sommet d'Amérique du Nord;
- Janvier 2005 : massif Vinson (5 140 m), plus haut point de l'Antarctique;
- Mars 2005 : première tentative d'ascension du mont Everest, où il atteint les 7 000 mètres mais fut contraint de s'arrêter pour cause d'un ulcère à l'estomac;
- Septembre 2005 : mont Elbrouz (5 642 m), plus haut sommet d'Europe;
- Juillet 2006 : mont Blanc, plus haut sommet d'Europe occidentale;
- Mars 2007 : seconde tentative d'ascension de l'Everest, inachevée à cause d'une infection à la poitrine.
- Juillet 2007 : mont Kilimanjaro (5 895 m), plus haut point d'Afrique;
- Février 2008 : ascension de l'Aconcagua (6 960 m), plus haut sommet d'Amérique du Sud;
- 25 mai 2008 à 6h50 : Atteint le sommet du mont Everest, le plus haut du monde
- 16 novembre 2012 : Puncak Jaya (4 884 m), plus haut sommet d'Océanie
- Avril 2013 : ascension jusqu'au camp de base de l'Everest avec un groupe de Jordanien pour soutenir le King Hussein Cancer Center (en);
- Février 2014 : ascension du mont Kilimanjaro avec une équipe de 26 Jordaniens pour soutenir le King Hussein Cancer Center;
- 19 avril 2014 : atteint le pôle Nord en skis[9].

## Distinctions
- Fait chevalier de l'Ordre du Mérite par le roi Abdallah II de Jordanie le 6 octobre 2008[1].